# Le Luot
Le Luot est une commune française, située dans le département de la Manche en région Normandie, peuplée de 285 habitants.

## Géographie

### Hydrographie
La commune est située dans le bassin Seine-Normandie. Elle est drainée par la Braize, le ruisseau de la Guerinette, le ruisseau de Saint-Louis, le cours d'eau 02 des Rouitaines, le fossé 01 de Brézel, le fossé 01 de la Calusière et le fossé 01 de l'Anglaicherie,,.
La Braize, d'une longueur de 16 km, prend sa source dans la commune du Parc et se jette  dans la Sée à Marcey-les-Grèves, après avoir traversé huit communes. 

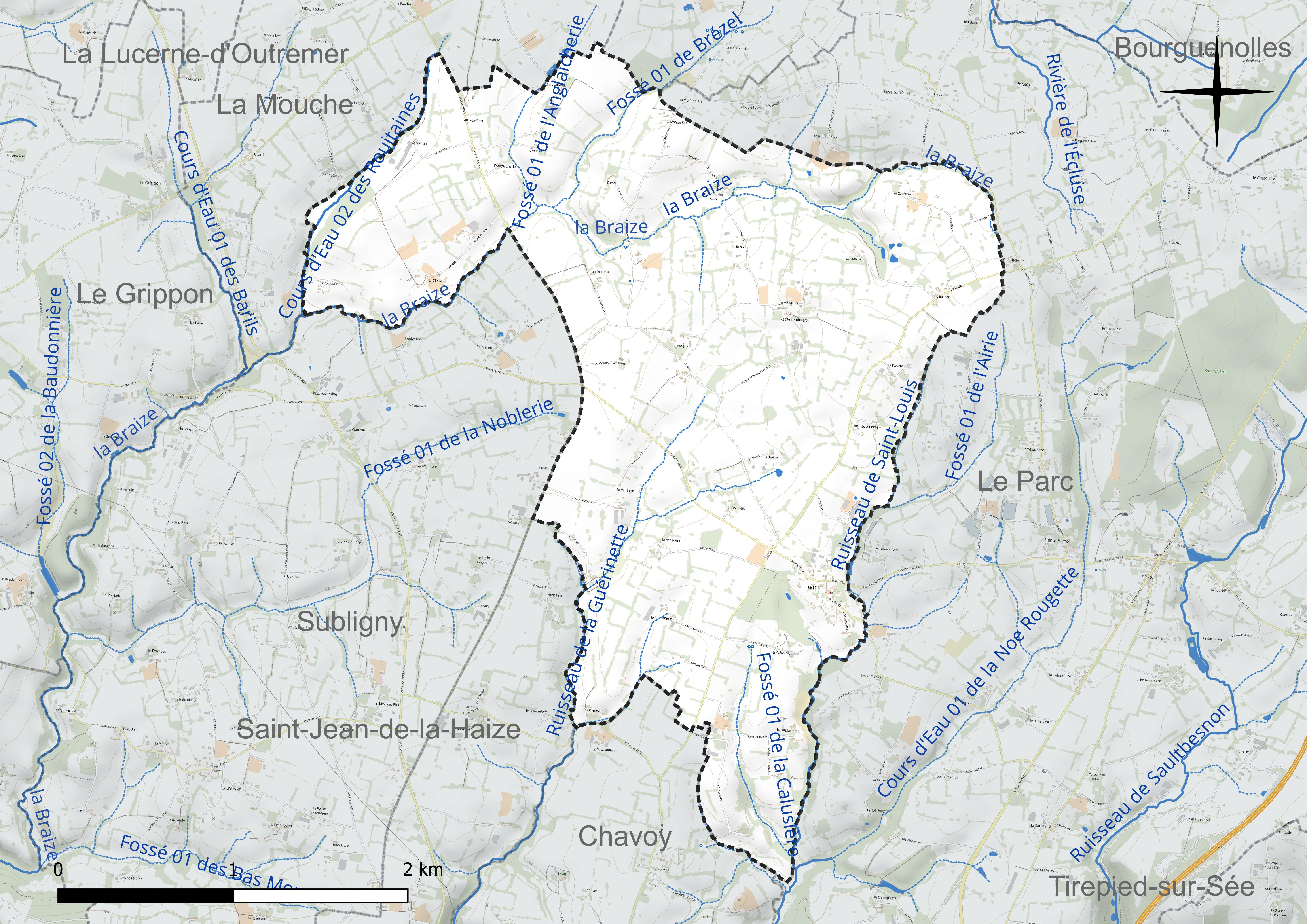
Réseau hydrographique du Le Luot.

### Climat
Pour des articles plus généraux, voir Climat de la Normandie et Climat de la Manche.
En 2010, le climat de la commune est de type climat océanique franc, selon une étude du CNRS s'appuyant sur une série de données couvrant la période 1971-2000. En 2020, Météo-France publie une typologie des climats de la France métropolitaine dans laquelle la commune est exposée à un climat océanique et est dans la région climatique « Normandie (Cotentin, Orne) » et « Bretagne orientale et méridionale, Pays nantais, Vendée »0. Parallèlement le GIEC normand, un groupe régional d’experts sur le climat, différencie quant à lui, dans une étude de 2020, trois grands types de climats pour la région Normandie, nuancés à une échelle plus fine par les facteurs géographiques locaux. La commune est, selon ce zonage, exposée à un « climat contrasté des collines », correspondant au Bocage normand, bien arrosé, voire très arrosé sur les reliefs les plus exposés au flux d’ouest, et frais en raison de l’altitude.
Pour la période 1971-2000, la température annuelle moyenne est de 10,6 °C, avec une amplitude thermique annuelle de 12,6 °C. Le cumul annuel moyen de précipitations est de 1 023 mm, avec 14,5 jours de précipitations en janvier et 9,2 jours en juillet. Pour la période 1991-2020, la température moyenne annuelle observée sur la station météorologique la plus proche, située sur la commune de Longueville à 20 km à vol d'oiseau, est de 11,9 °C et le cumul annuel moyen de précipitations est de 802,4 mm,. Pour l'avenir, les paramètres climatiques de la commune estimés pour 2050 selon différents scénarios d’émission de gaz à effet de serre sont consultables sur un site dédié publié par Météo-France en novembre 2022.

## Urbanisme

### Typologie
Au 1er janvier 2024, Le Luot est catégorisée commune rurale à habitat très dispersé, selon la nouvelle grille communale de densité à sept niveaux définie par l'Insee en 2022.
Elle est située hors unité urbaine. Par ailleurs la commune fait partie de l'aire d'attraction d'Avranches, dont elle est une commune de la couronne,. Cette aire, qui regroupe 32 communes, est catégorisée dans les aires de moins de 50 000 habitants,.

### Occupation des sols
L'occupation des sols de la commune, telle qu'elle ressort de la base de données européenne d’occupation biophysique des sols Corine Land Cover (CLC), est marquée par l'importance des territoires agricoles (100 % en 2018), une proportion identique à celle de 1990 (100 %). La répartition détaillée en 2018 est la suivante : prairies (51,9 %), zones agricoles hétérogènes (44,4 %), terres arables (3,7 %). L'évolution de l’occupation des sols de la commune et de ses infrastructures peut être observée sur les différentes représentations cartographiques du territoire : la carte de Cassini (XVIIIe siècle), la carte d'état-major (1820-1866) et les cartes ou photos aériennes de l'IGN pour la période actuelle (1950 à aujourd'hui).

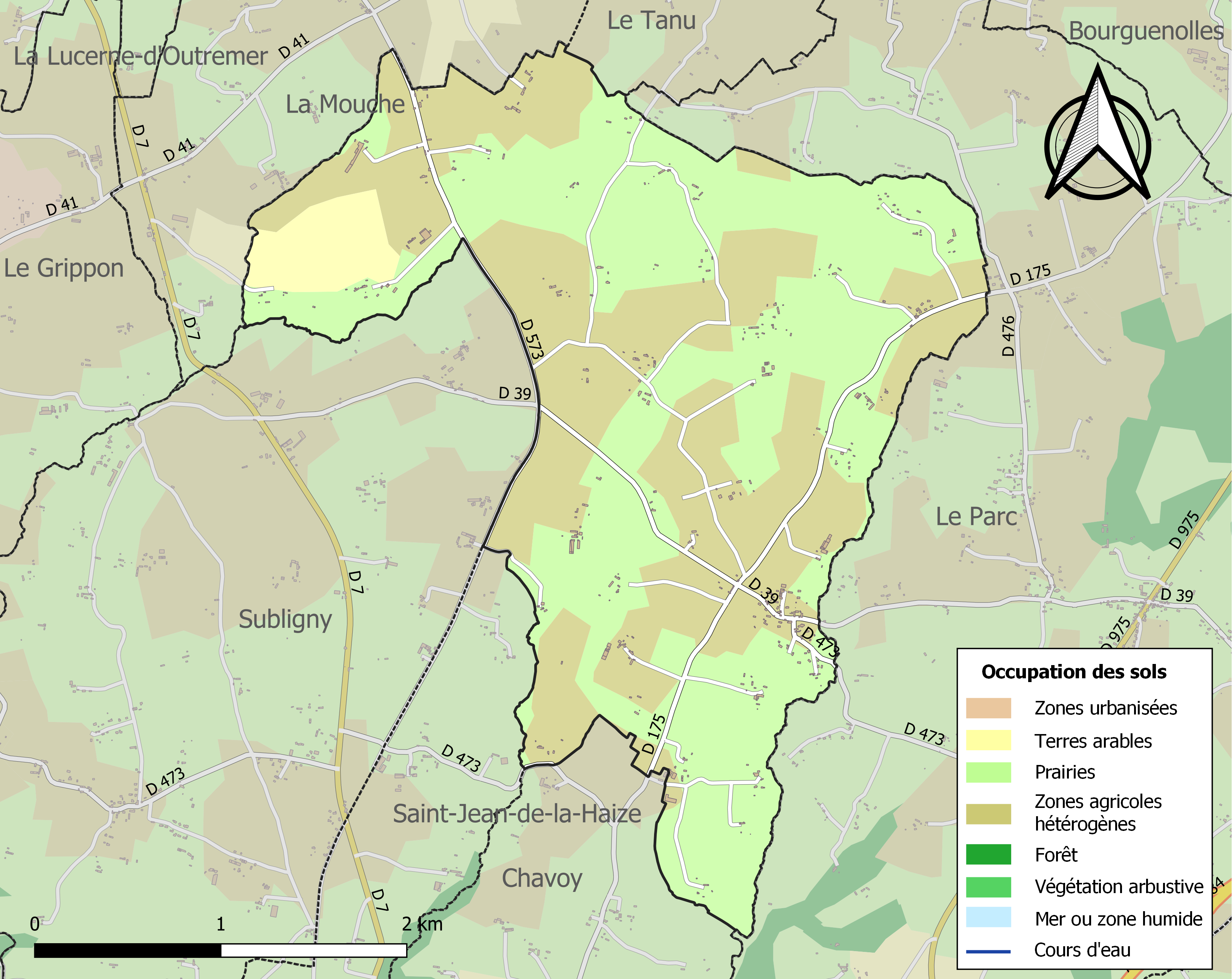
Carte des infrastructures et de l'occupation des sols de la commune en 2018 (CLC).

## Toponymie
Le nom de la localité est attesté sous la forme Luotus entre 1050 et 1064.
Dérivé à valeur diminutive, formé à partir du latin lucu : « le petit bois ».
Le gentilé est Luotais.

## Histoire
Au XIe siècle, Guillaume de Luot, fils de Guimond, seigneur du Luot aumôna à l'abbaye du Mont-Saint-Michel la dîme du Luot à la condition d'y être enterré. Robert, son fils, enleva cette aumône, mais la redonna en 1104.
La famille Hérault et celle de Launay possédèrent le village,.
En 1712, Gilette Cousin (1665-1740) ouvrit, au pré Chennevière, une école interparoissiale de filles avec Sainte-Pience et Chavoy.

## Politique et administration
| Période                                  | Période   | Identité         | Étiquette | Qualité  |
| ---------------------------------------- | --------- | ---------------- | --------- | -------- |
| 1977                                     | mars 2001 | Fernand Huard    | SE        |          |
| mars 2001                                | mars 2014 | Roland Josseaume |           |          |
| mars 2014                                | En cours  | Daniel Guesnon   | SE        | Retraité |
| Les données manquantes sont à compléter. |           |                  |           |          |

## Démographie
L'évolution du nombre d'habitants est connue à travers les recensements de la population effectués dans la commune depuis 1793. Pour les communes de moins de 10 000 habitants, une enquête de recensement portant sur toute la population est réalisée tous les cinq ans, les populations de référence des années intermédiaires étant quant à elles estimées par interpolation ou extrapolation. Pour la commune, le premier recensement exhaustif entrant dans le cadre du nouveau dispositif a été réalisé en 2007.
En 2022, la commune comptait 285 habitants, en évolution de +7,55 % par rapport à 2016 (Manche : −0,31 %, France hors Mayotte : +2,11 %).
| 1793 | 1800 | 1806 | 1821 | 1831 | 1836 | 1841 | 1846 | 1851 |
| ---- | ---- | ---- | ---- | ---- | ---- | ---- | ---- | ---- |
| 538  | 477  | 558  | 522  | 550  | 549  | 542  | 526  | 578  |

| 1856 | 1861 | 1866 | 1872 | 1876 | 1881 | 1886 | 1891 | 1896 |
| ---- | ---- | ---- | ---- | ---- | ---- | ---- | ---- | ---- |
| 511  | 480  | 467  | 446  | 442  | 429  | 371  | 384  | 370  |

| 1901 | 1906 | 1911 | 1921 | 1926 | 1931 | 1936 | 1946 | 1954 |
| ---- | ---- | ---- | ---- | ---- | ---- | ---- | ---- | ---- |
| 364  | 356  | 335  | 304  | 320  | 328  | 314  | 325  | 337  |

| 1962 | 1968 | 1975 | 1982 | 1990 | 1999 | 2006 | 2007 | 2012 |
| ---- | ---- | ---- | ---- | ---- | ---- | ---- | ---- | ---- |
| 308  | 278  | 241  | 219  | 209  | 176  | 208  | 212  | 241  |

| 2017 | 2022 | - | - | - | - | - | - | - |
| ---- | ---- | - | - | - | - | - | - | - |
| 273  | 285  | - | - | - | - | - | - | - |

## Lieux et monuments

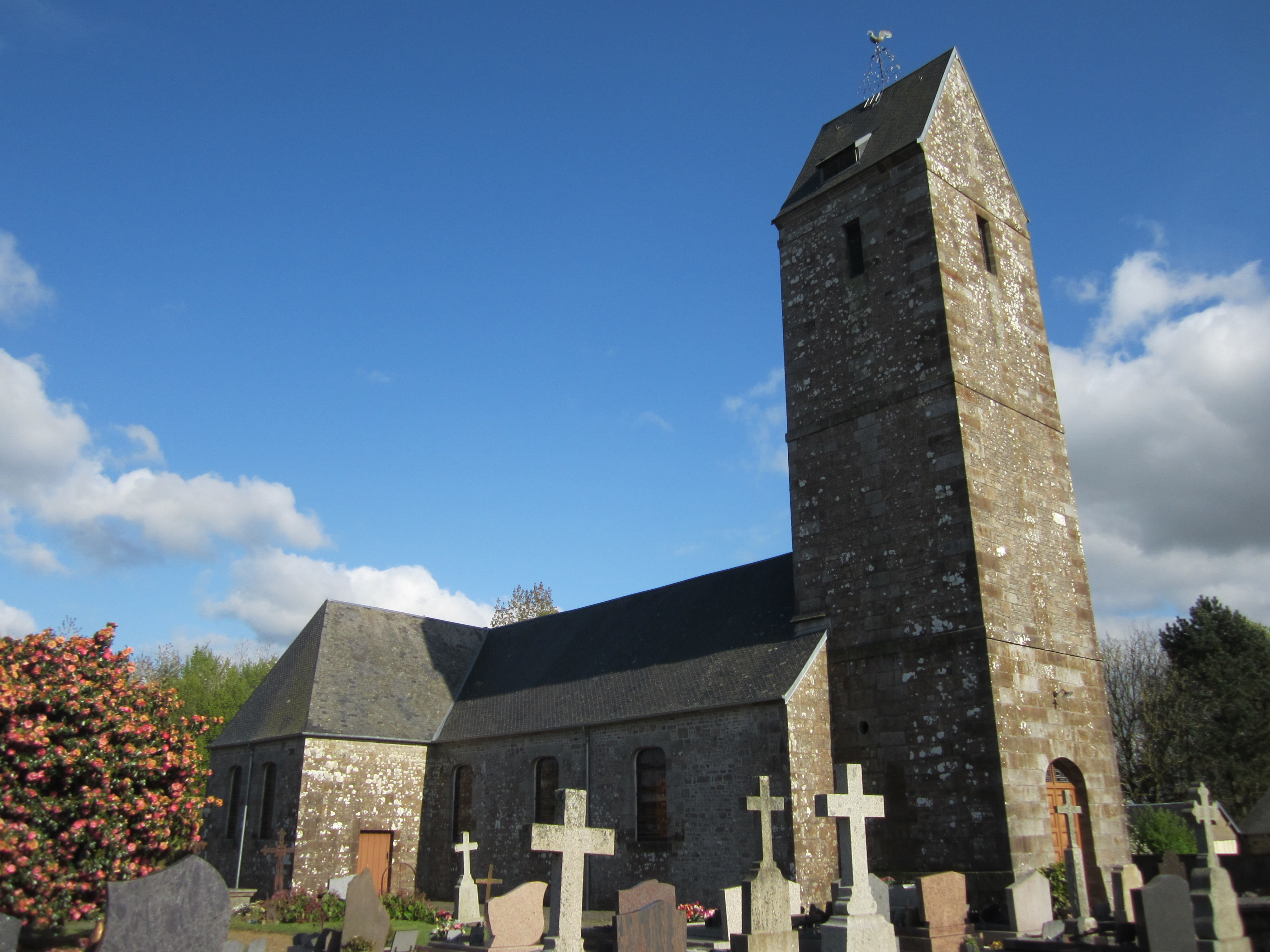
L'église Saint-Pierre.

- Église Saint-Pierre (XVIIe – XVIIIe siècles). Les chapelles latérales sont datées 1755 et 1783[24]. Elle abrite trois œuvres classées en 1956 au titre objet aux monuments historiques : une Vierge à l'Enfant (XVe)[30], un maître-autel, retable et tabernacle (XVIIIe-XIXe)[31], une statue de saint Pierre (XVIe)[32], ainsi que des fonts baptismaux de l'ancienne église d'époque romane, une éducation de la Vierge (XVIe), un lutrin (XVIIIe), des pierres tombales des XVIIe et XVIIIe siècles.

Cette église dépend de la paroisse Saint-Pierre-et-Saint-Paul du doyenné du Pays de Granville-Villedieu.
- Manoir de la Braise de la Guérinette (XVIe siècle).
- Manoir des Benoistières.
- Croix de cimetière (1659).
- Croix de chemin dites la Croix (XVIe siècle) et croix de la Palière (XVIIe siècle).